# ريغي كرايغ
ريغي كرايغ (بالإنجليزية: Reggie Craig)‏ هو لاعب كرة قدم أمريكية أمريكي، ولد في 10 يونيو 1953 في باي تاون في الولايات المتحدة.